# Вильямиль де Рада, Эметерио
Эметерио Вильямиль де Рада (3 мая 1804 или 1800, Сората — 1880 или 1876, Рио-де-Жанейро) — боливийский мыслитель и политический деятель. Разработал концепцию происхождения первого человека из Анд, которую пытался обосновать данными из биологии, лингвистики и мифологии и которая оказала влияние на боливийский национализм.

## Биография
Эметерио был сыном Ильдефонсо Вильямиля, почитателя идей французских энциклопедистов. В 1826 году Ла-Пас посетил британский путешественник (известный биографам Вильямиля как «лорд Беринг»), изучавший местную этнографию и филологию. Он стал наставником юноши и предложил ему отправиться в Европу.
В Европе Вильямиль Рада провёл 10 лет, изучил 12 языков (включая латинский, древнегреческий и санскрит) и, вернувшись в Боливию в 1836 году, привёз с собой множество книг по истории и филологии.
Дальнейшая жизнь Вильямиля Рады включила в себя множество авантюр и неудачных попыток составить состояние. Он приобрёл медный рудник в Корокоро, затем, в правление президента Бальивиана, ему пришлось покинуть Боливию и отправиться в Перу, где он занялся хинным промыслом, но неудачно. В 1845 году он поехал в Калифорнию искать золото, затем оказался в Мексике, несколько лет прожил в бедности в Австралии.
Вернувшись в Боливию в 1856 году, он был избран депутатом и в 1857 году даже председателем палаты депутатов, но после захвата власти президентом Линаресом эмигрировал. В 1861 году вернулся на родину, участвовал в комиссии по определению границы с Бразилией.
Последние годы жизни провёл в Рио-де-Жанейро, где покончил с собой, бросившись в океан. Незадолго до этого, 20 марта 1875 года, все его рукописи погибли при пожаре президентского дворца в Ла-Пасе.

## Творчество
Четырёхтомный труд Вильямиля «Система американской первобытности» существовал только в рукописи и оказался утрачен при пожаре. Против воли автора журналистом Н. Акостой были опубликованы лишь выдержки из неё под названием «Язык Адама и человек из Тиуанако».
В своем сочинении Вильямиль Рада доказывал, что первые люди на земле, Адам и Ева, жили в Андах, а Эдем находился в его родной Сорате.
Он утверждал, что Америка — самая древняя часть мира, что доказывается уникальностью её геологии, флоры и фауны. Акт творения первых людей Богом произошёл в Андах, а из Америки человечество распространилось по Земле через Берингов пролив и Тихий океан.
Сравнивая мифы и легенды аймара, греков, египтян и индийцев, он повсюду находил следы аймара. Обнаружив сходство структуры и лексики различных языков мира, он утверждал, что аймара был протоязыком, на котором говорили Адам и Ева и от которого произошли все остальные.
Вера Кутейщикова характеризует Вильямиля де Раду как поэта, визионера, пророка, мифотворца и авантюриста от науки, не рассматривая всерьёз его претензии на научность, однако отмечает, что современные лингвисты рассматривают аймара как «самый структурализуемый» язык в мире.
Отрицая европоцентризм и окружив свою родину религиозным почитанием, труд Вильямиля Рады в XX веке вдохновлял боливийский национализм и индеанизм и представления об исключительности боливийцев.